# Edmund Needham Morrill
Edmund Needham Morrill (12 de Fevereiro de 1834 em Westbrook, Maine – 14 de Março de 1909 em San Antonio, Texas) foi um congressista dos EUA do Kansas e o décimo terceiro Governador do Kansas.

## Biografia
Edmund Needham Morrill nasceu em Westbrook, Maine, filho de Rufus e Mary (Webb) Morrill. Estudou nas escolas comuns da Westbrook Academy e aprendeu o comércio de curtimento com o pai. Com 23 anos, se mudou para o Kansas.
Em 1861, alistou-se na Companhia C, 7ª Cavalaria do Kansas. Dentro de um ano, era capitão e, em 1865, era major.
Após a Guerra Civil, entrou no negócio bancário e permaneceu nesse negócio pelo resto da vida.
Morrill casou-se duas vezes, primeiro com Elizabeth A. Brettum, com quem se casou no dia 27 de Novembro de 1862. Elizabeth morreu em Novembro de 1868 em Hiawatha, Kansas. A segunda esposa de Morrill foi Caroline Jenkins Nash, com quem se casou no dia 25 de Dezembro de 1869. Tiveram três filhos, todos nascidos em Hiawatha.
Em 1866, foi eleito secretário do tribunal distrital. Em 1872, foi eleito para o Senado do Kansas. Foi eleito para a Câmara dos Representantes dos EUA em 1882, exercendo quatro mandatos de dois anos antes de recusar outro, anunciando sua aposentadoria da política. No entanto, a pedido de seus amigos, aceitou a nomeação para governador do Kansas em 1894 e exerceu um mandato, sendo derrotado em 1896.
Morrill morreu no dia 14 de Março de 1909, em San Antonio, Texas, e está sepultado no Cemitério Mount Hope, em Hiawatha.